# Salix rugulosa
Salix rugulosa är en videväxtart som beskrevs av N. J. Anderssen. Salix rugulosa ingår i släktet viden, och familjen videväxter. Inga underarter finns listade i Catalogue of Life.